# Leptochloa uniflora
Leptochloa uniflora är en gräsart som beskrevs av Ferdinand von Hochstetter och Achille Richard. Leptochloa uniflora ingår i släktet spretgräs, och familjen gräs. Inga underarter finns listade i Catalogue of Life.